# Magic Disk 64
Magic Disk 64 – Das C64-Magazin auf Diskette war ein von 1987 bis 1993 von der CP Computer Publications GmbH veröffentlichtes Disketten-Magazin für den Commodore 64.
Neben der Game On war Magic Disk 64 das bekannteste monatlich erscheinende deutschsprachige C64-Diskmag. Die 5 1⁄4 Zoll große Diskette war mit einem Menü (ab Ende 1989 mit Hintergrundmusik) ausgestattet, von dem aus die einzelnen Programme angesehen und gestartet werden konnten. Das eigentliche Magazin befand sich ebenfalls auf der Diskette und musste auf einem C64 gestartet werden, um den Inhalt lesen zu können. Er bestand überwiegend aus Programmierkursen und Leserbriefen. Die ersten Ausgaben enthielten auch Spieletests. Auf der zweiten Seite der Diskette wurden Programme, Programmierwerkzeuge und Spiele veröffentlicht. Erhältlich war die Magic Disk 64 bei Zeitschriftenhändlern, an Kiosken und im Abonnement zu einem Preis von 9,80 DM.
Ab Anfang November 1987 erschien die Magic Disk 64 im Monatsrhythmus. Ende 1989 wurde ein neues Menüsystem eingeführt, das grafisch aufwändiger und mit Musik unterlegt war. Ab Ausgabe 12/93 verlor die Magic Disk 64 ihre Eigenständigkeit und wurde zusammen mit der Game On als Diskettenbeilage zur Amiga- und PC-Spielezeitschrift Play Time verkauft. Mit der Ausgabe 7/95 wurde die Magic Disk 64 und Game On eingestellt. Danach erschien eine Zeitschrift namens Magic Disk Classic, die im Gegensatz zur Magic Disk 64 jedoch eine gedruckte Zeitschrift mit Diskettenbeilage war. Von der Magic Disk Classic erschienen nur wenige Ausgaben (8/95 bis 1/96), danach ging sie in der Zeitschrift 64’er auf.